# Vòng loại Cúp bóng đá châu Á 2019 (vòng play-off)
Vòng play-off của vòng loại Cúp bóng đá châu Á 2019 diễn ra từ ngày 2 tháng 6 đến ngày 11 tháng 10 năm 2016.

## Thể thức
Tổng cộng có 11 đội (4 đội đứng thứ tư có thành tích kém nhất và 7 đội đứng thứ 5 ở vòng 2) giành quyền tham dự vòng tranh vé vớt. Tất cả các trận đấu diễn ra trong hai lượt theo thể thức sân nhà - sân khách. Ban đầu vòng này có 12 đội, nhưng đội tuyển Indonesia đã bị FIFA cấm thi đấu trước đó.
Vòng đấu vé vớt của vòng loại cúp bóng đá châu Á 2019 được phân chia như sau:
- Vòng 1: 10 đội được chia thành 5 cặp đấu. 5 đội thắng giành quyền vào vòng 3 và 5 đội thua giành quyền vào vòng 2.
- Vòng 2: 6 đội (đội có hạt giống thấp nhất cộng 5 đội thua ở vòng 1) được chia thành 3 cặp đấu. 3 đội thắng giành quyền vào vòng loại thứ ba.

## Phân loại hạt giống
Dưới đây là các đội có thành tích kém nhất ở vòng 2.
| Vòng 1                                                            | Vòng 1                                                     | Vòng 2    |
| Nhóm 1                                                            | Nhóm 2                                                     | Vòng 2    |
| ----------------------------------------------------------------- | ---------------------------------------------------------- | --------- |
| 1. Tajikistan 2. Đài Bắc Trung Hoa 3. Maldives 4. Malaysia 5. Lào | 1. Ấn Độ 2. Yemen 3. Đông Timor 4. Bangladesh 5. Campuchia | 1. Bhutan |

## Các trận đấu

### Vòng 1
Lượt đi diễn ra vào ngày 2 tháng 6, và lượt về diễn ra vào các ngày 6–7 tháng 6 năm 2016.

#### Tóm tắt
| Đội 1             | TTS | Đội 2      | Lượt đi      | Lượt về      |
| ----------------- | --- | ---------- | ------------ | ------------ |
| Đài Bắc Trung Hoa | 2–4 | Campuchia  | 2–2          | 0–2          |
| Maldives          | 0–4 | Yemen      | 0–2          | 0–2          |
| Tajikistan        | 6–0 | Bangladesh | 5–0          | 1–0          |
| Malaysia          | 6–0 | Đông Timor | 3–0 (k.c.n.) | 3–0 (k.c.n.) |
| Lào               | 1–7 | Ấn Độ      | 0–1          | 1–6          |

Ghi chú: Đông Timor đã bị AFC xử thua 0–3 cho cả hai trận đấu với Malaysia do sử dụng tài liệu giả mạo cho các cầu thủ của họ. 

#### Các trận đấu
| Đài Bắc Trung Hoa                     | 2–2      | Campuchia                   |
| ------------------------------------- | -------- | --------------------------- |
| - Hoàng Vỹ Dân 6' - Trần Bá Lương 22' | Chi tiết | - Sokpheng 8' - Chhoeun 32' |

| Campuchia                          | 2–0      | Đài Bắc Trung Hoa |
| ---------------------------------- | -------- | ----------------- |
| - Pheng 7' - Mony Udom 60' (ph.đ.) | Chi tiết |                   |

Campuchia thắng với tổng tỷ số 4–2 và giành quyền vào vòng loại Cúp bóng đá châu Á (vòng 3). Trung Hoa Đài Bắc lọt vào vòng 2.
| Maldives | 0–2      | Yemen                          |
| -------- | -------- | ------------------------------ |
|          | Chi tiết | - Al-Hagri 31' - Al-Worafi 80' |

| Yemen                               | 2–0      | Maldives |
| ----------------------------------- | -------- | -------- |
| - Al-Matari 24' - Samooh 54' (l.n.) | Chi tiết |          |

Yemen thắng với tổng tỷ số 4–0 và giành quyền vào vòng loại Cúp bóng đá châu Á (vòng 3). Maldives lọt vào vòng 2.
| Tajikistan                                                              | 5–0      | Bangladesh |
| ----------------------------------------------------------------------- | -------- | ---------- |
| - J. Ergashev 19', 30' - Umarbayev 33' - D. Ergashev 49' - Sharipov 72' | Chi tiết |            |

| Bangladesh | 0–1      | Tajikistan   |
| ---------- | -------- | ------------ |
|            | Chi tiết | - Nazarov 8' |

Tajikistan thắng với tổng tỷ số 6–0 và giành quyền vào vòng loại Cúp bóng đá châu Á (vòng 3). Bangladesh lọt vào vòng 2.
| Malaysia                     | 3–0 (không công nhận) | Đông Timor |
| ---------------------------- | --------------------- | ---------- |
| - Hazwan 16', 21' - Amri 85' | Chi tiết              |            |

| Đông Timor | 0–3 (xử thua) | Malaysia                                   |
| ---------- | ------------- | ------------------------------------------ |
|            | Chi tiết      | - Jones 16' - Hazwan 58' - S. Chanturu 68' |

Malaysia thắng với tổng tỷ số 6–0 và giành quyền vào vòng loại Cúp bóng đá châu Á (vòng 3). Đông Timor lọt vào vòng 2.
| Lào | 0–1      | Ấn Độ            |
| --- | -------- | ---------------- |
|     | Chi tiết | - Lalpekhlua 55' |

| Ấn Độ                                                                         | 6–1      | Lào            |
| ----------------------------------------------------------------------------- | -------- | -------------- |
| - Lalpekhlua 43', 74' - Passi 45+1' - Jhingan 48' - Rafique 83' - Cardozo 87' | Chi tiết | - Sihavong 16' |

Ấn Độ thắng với tổng tỷ số 7–1 và giành quyền vào vòng loại Cúp bóng đá châu Á (vòng 3). Lào đã lọt vào vòng 2.

### Vòng 2
Lượt đi đã diễn ra vào ngày 6 tháng 9 và 8 tháng 10, và lượt về đã diễn ra vào các ngày 10 và 11 tháng 10 năm 2016.

#### Tóm tắt
| Đội 1      | TTS | Đội 2             | Lượt đi | Lượt về |
| ---------- | --- | ----------------- | ------- | ------- |
| Maldives   | 5–1 | Lào               | 4–0     | 1–1     |
| Bangladesh | 1–3 | Bhutan            | 0–0     | 1–3     |
| Đông Timor | 2–4 | Đài Bắc Trung Hoa | 1–2     | 1–2     |

#### Các trận đấu
| Maldives                                    | 4–0      | Lào |
| ------------------------------------------- | -------- | --- |
| - Fasir 15' - Ashfaq 62', 90+3' - Niyaz 87' | Chi tiết |     |

| Lào            | 1–1      | Maldives       |
| -------------- | -------- | -------------- |
| - Sihavong 80' | Chi tiết | - Nashid 90+1' |

Maldives thắng với tổng tỷ số 5–1 và giành quyền vào vòng loại Cúp bóng đá châu Á (vòng 3). Lào đủ điều kiện tham dự Cúp Đoàn kết.
| Bangladesh | 0–0      | Bhutan |
| ---------- | -------- | ------ |
|            | Chi tiết |        |

| Bhutan                                | 3–1      | Bangladesh  |
| ------------------------------------- | -------- | ----------- |
| - J. Dorji 4' - C. Gyeltshen 26', 76' | Chi tiết | - Islam 63' |

Bhutan thắng với tổng tỷ số 3–1 và giành quyền vào vòng loại Cúp bóng đá châu Á (vòng 3). Bangladesh đủ điều kiện tham dự Cúp Đoàn kết.
| Đông Timor | 1–2      | Đài Bắc Trung Hoa        |
| ---------- | -------- | ------------------------ |
| - Gama 5'  | Chi tiết | - Ngô Tuấn Thanh 8', 38' |

| Đài Bắc Trung Hoa                    | 2–1      | Đông Timor          |
| ------------------------------------ | -------- | ------------------- |
| - Trần Nghị Vỹ 10' - Trần Hạo Vỹ 75' | Chi tiết | - José Oliveira 85' |

Trung Hoa Đài Bắc thắng với tổng tỷ số 4–2 và giành quyền vào vòng loại Cúp bóng đá châu Á (vòng 3). Đông Timor đủ điều kiện tham dự Cúp Đoàn kết.

## Cầu thủ ghi bàn
Đã có 46 bàn thắng ghi được trong 16 trận đấu, trung bình 2.88 bàn thắng mỗi trận đấu.

3 bàn
- Jeje Lalpekhlua
- Ahmad Hazwan Bakri

2 bàn
- Chencho Gyeltshen
- Ngô Tuấn Thanh
- Khonesavanh Sihavong
- Ali Ashfaq
- Jahongir Ergashev

1 bàn
- Mamunul Islam
- Jigme Dorji
- Chhin Chhoeun
- Prak Mony Udom
- Hong Pheng
- Keo Sokpheng
- Hoàng Vỹ Dân
- Trần Bá Lương
- Trần Hạo Vỹ
- Trần Nghị Vỹ
- Fulganco Cardozo
- Sandesh Jhingan
- Sumeet Passi
- Mohammed Rafique
- Chanturu Suppiah
- Khair Jones
- Mohd Amri Yahyah
- Ali Fasir
- Hussain Niyaz Mohamed
- Ahmed Nashid
- Davron Ergashev
- Akhtam Nazarov
- Umedzhon Sharipov
- Parvizdzhon Umarbayev
- Rufino Gama
- José Oliveira
- Ayman Al-Hagri
- Abdulwasea Al-Matari
- Akram Al-Worafi

1 bàn phản lưới nhà
- Ali Samooh (trong trận gặp Yemen)

Nguồn: the-afc.com 